# Liten sågmossa
Liten sågmossa (Atrichum tenellum) är en bladmossart som beskrevs av Bruch och W. P. Schimper in B.S.G. 1844. Liten sågmossa ingår i släktet sågmossor, och familjen Polytrichaceae. Arten är reproducerande i Sverige. Inga underarter finns listade i Catalogue of Life.